# Makita

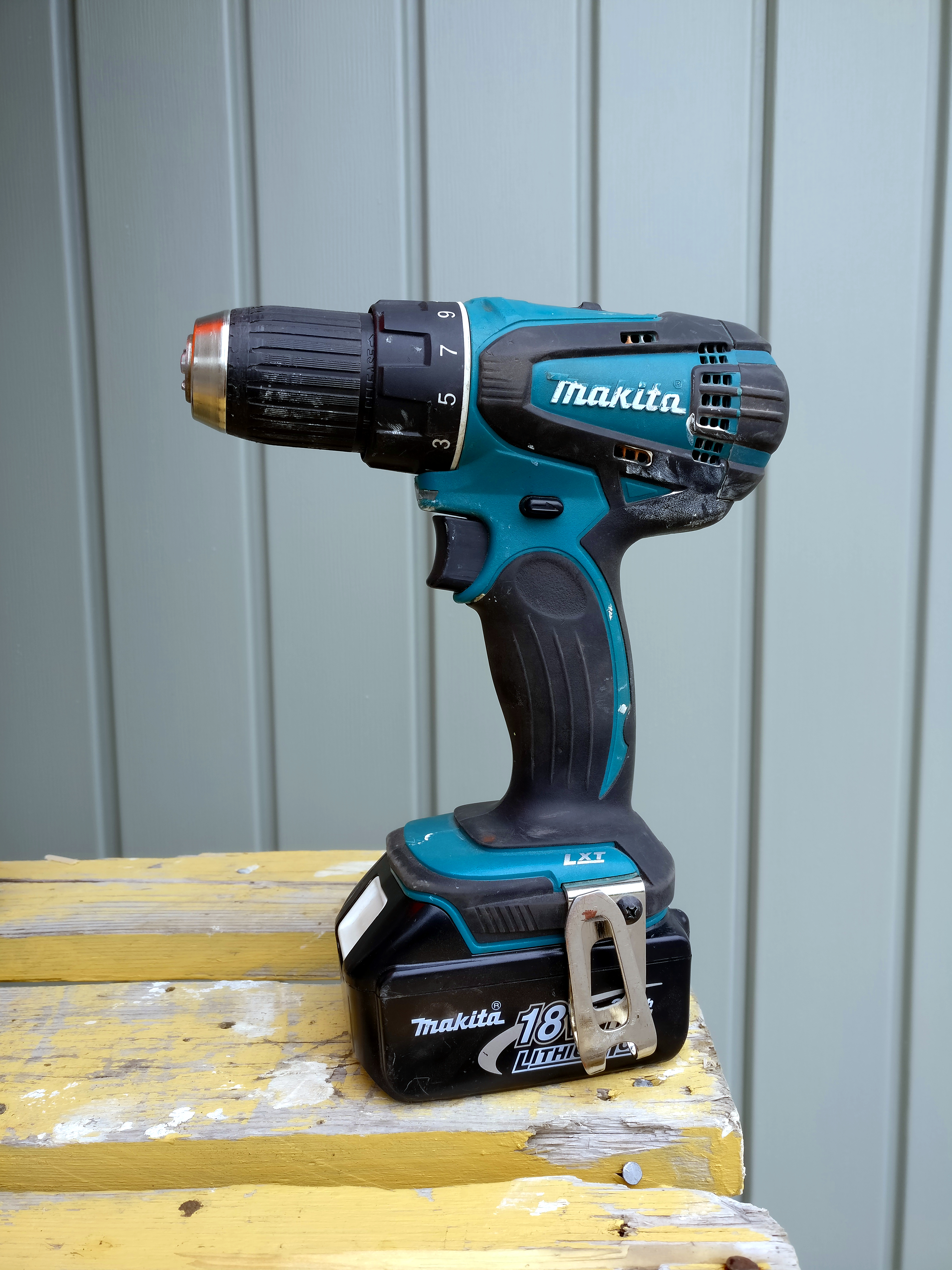
Der Akkubohrschrauber Makita DDF456

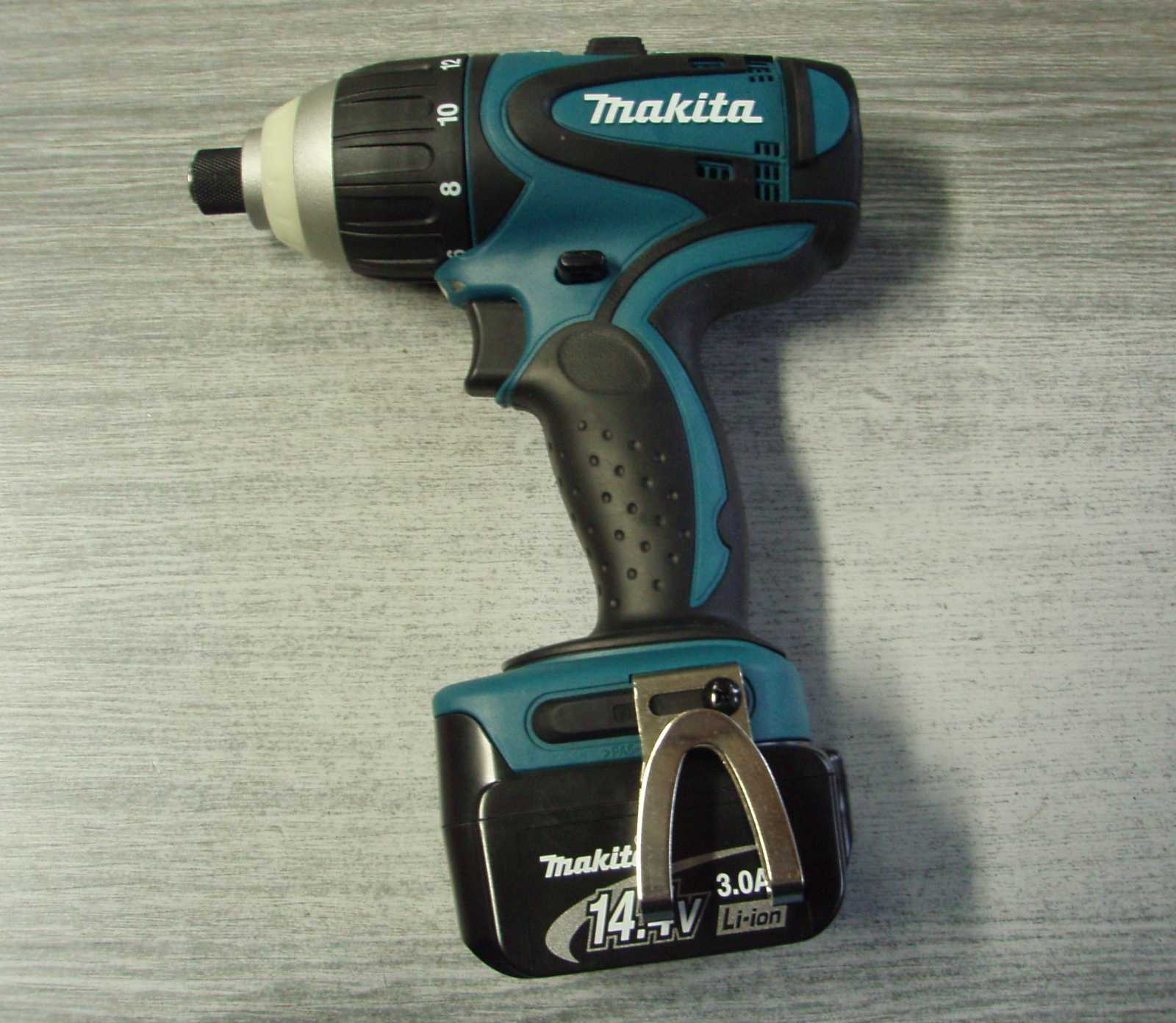
Akkuschlagschrauber

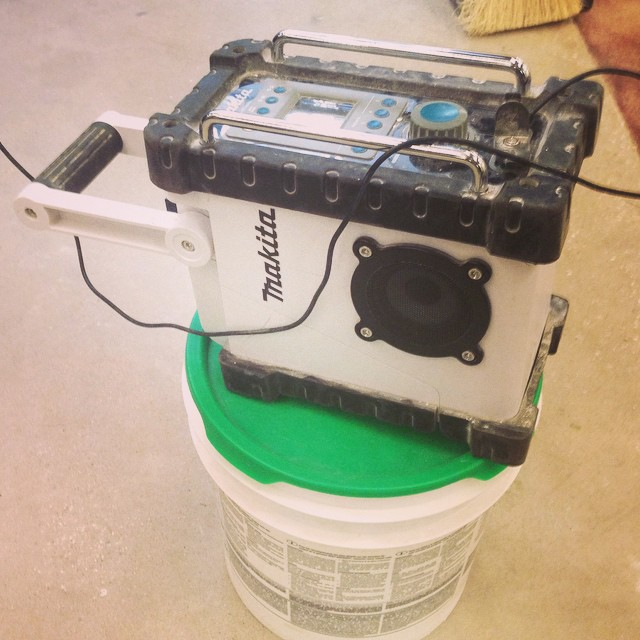
Makita DMR101 DAB/UKW Baustellenradio

Makita (japanisch 株式会社マキタ, Kabushiki-gaisha Makita) ist ein japanischer Werkzeug-Hersteller mit Sitz in Anjō, Präfektur Aichi. Das Unternehmen stellt primär Elektrowerkzeuge her und betreibt zehn Produktionsstätten in Japan, Kanada (seit 1980), Brasilien (1981), den USA (1985), Deutschland (1991), Großbritannien (1981), China (1995), Rumänien (2007) und Thailand (2011). Das Sortiment umfasst weltweit über 1000 Elektro-, Akkuelektro- und Druckluftwerkzeuge, stationäre Holzbearbeitungsmaschinen sowie Gartengeräte. Ein Großteil der Geräte oder Gerätesets wird auch auf dem deutschen Markt vertrieben.

## Geschichte
Das Unternehmen wurde 1915 von Mosaburo Makita als Ankerwicklerei und Motoren-Reparaturwerkstatt in Anjō gegründet. 1958 begann Makita als erstes japanisches Unternehmen mit der Vermarktung von tragbaren Elektrohobeln in dem Land und wurde im folgenden Jahr selbst Hersteller von Elektrowerkzeugen. 1969 brachte Makita mit dem Modell 6500D den ersten Akkubohrschrauber auf den Markt. Die weltweite Vermarktung seiner Produkte begann Makita 1970 mit seiner ersten Auslandsniederlassung in den USA. Seit 1977 ist es mit eigener Vertriebsniederlassung Makita Werkzeug GmbH in Deutschland präsent. Die Produktion eigener Druckluftwerkzeuge begann Makita 1981. 1991 kaufte Makita den traditionsreichen Hamburger Motorsägenhersteller Dolmar aus der Zerschlagung von Fichtel & Sachs von Mannesmann und stieg somit in den Markt der benzinbetriebenen schweren Forst- und Baustellenmaschinen ein. Auf Märkten, in denen Dolmar eingeführt war, wurden die Geräte eine Zeit lang noch mit dem alten Markennamen vertrieben, in Deutschland wurde die Marke wohl am längsten benutzt und erst zwischen dem 6. Dezember 2022 und dem 4. März 2023 eingestellt.
Makita entwickelte früh Akku-basierte Elektrowerkzeuge mit teilweise großer Leistung; 2005 brachte das Unternehmen sein erstes Elektrowerkzeug mit den leistungsfähigeren Lithium-Ionen Akkumulatoren auf den Markt, den Akkuschlagschrauber TD130D und damit das weltweit erste Lithium-Ionen-Akkuwerkzeug für den professionellen Einsatz. Seitdem konzentrierte sich Makita stark auf die Entwicklung und das Marktsegment der Akkuwerkzeuge.
Im Januar 2011 verlegte Makita seine deutsche Niederlassung von Duisburg nach Ratingen, es betreibt dort ein Logistikzentrum und eine Serviceabteilung.

Zum 31. März 2022 wurde die Produktion von mit einem Verbrennungsmotor betriebenen Geräten eingestellt.

## Produkte
Makita produziert nach eigenen Angaben rund 1.000 verschiedene Geräte.
Im deutschsprachigen Raum ist das Unternehmen besonders für seine Akku-Bohrschrauber und Akku-Schlagschrauber bekannt. Makita produziert Akku-Geräte in den Serien „12V“ (technisch 10,8V), „18V“, „40V“ (technisch 36V). Geräte der „14,4V“-Serie wurden durch die „18 Volt“-Serie abgelöst.
In den 2010er Jahren führte Makita eine Technik zu automatischen Geschwindigkeitsänderungen bei seinen schraubenden Werkzeugen ein. Die Technologie passt Geschwindigkeit und Drehmoment selbständig an. Wenn das Werkzeug während des Betriebs stark belastet wird, erkennt die Automatically Speed Change den zusätzlichen Bedarf und wendet mehr bzw. das richtige Drehmoment und Geschwindigkeit an, um den Kraftschluss zu halten und den Vorgang zu beenden. Seit Anfang der 2020er Jahre verbaut Makita auch bürstenlose Gleichstrommotoren, vertrieben mit der Kennzeichnung BL für brushless. Die Motoren sind wartungsfrei, haben eine kompaktere Bauform, eine bessere Energieeffizienz und höhere Leistungsdichte.

## Makita auf dem deutschen Markt
Makita bietet seit Ende der 1970er-Jahre Elektrowerkzeuge über die Makita Werkzeug GmbH mit Sitz in Ratingen-Lintorf auf dem deutschen Markt an. Das Unternehmen erzielte im Geschäftsjahr 2020/21 mit 417 Mitarbeitern einen Umsatz in Höhe von 557 Mio. Euro. Von den rund 1000 Modellen werden in Deutschland nach eigenen Angaben rund 700 aus den Bereichen Akku-, Elektro- und Druckluftwerkzeuge, stationäre Holzbearbeitungsmaschinen sowie Gartengeräte und Zubehör vertrieben. Speziell für Heimwerker wurden preiswertere Produkte der Untermarke maktec by Makita seit 2002 hergestellt und seit 2011 auch in Deutschland vertrieben. Die Marke heißt seit 2016 Makita mt. Stand Oktober 2022 wird Makita mt in Deutschland nicht mehr vertrieben, aber noch in Österreich.